# Раш, Даниэлла
Даниэлла Раш (англ. Daniella Rush), настоящее имя Даниэла Мотликова (чеш. Daniela Motlíková, родилась 17 сентября 1976 года) — бывшая чешская порноактриса. Работала с порностудиями New Sensations, Wicked Pictures, Vivid, Metro и Hustler. В июле 2002 года Даниэлла попала в автомобильную аварию, после которой осталась прикованной к инвалидному креслу и вынуждена была покинуть порноиндустрию, всё видео после 2002 года — это компиляции из предыдущих фильмов.

## Порнокарьера
Первые опыты по обнажению своего тела Даниэлла осуществляла ещё в далёком детстве, имея необъяснимую страсть к эксгибиционизму. Впоследствии, путешествуя по странам и городам Восточной Европы, в 20-летнем возрасте стала подрабатывать стриптизом. В первом же своём порнофильме Даниэлла снялась в 1999 году. Одним из самых заметных фильмов начала её карьеры стал фильм «World Sex Tour 19», в котором Даниэлла занялась анальным сексом с чернокожим актёром Лексингтоном Стилом, размер полового члена которого был достаточно внушителен. Впоследствии сексуальная ненасытность Даниэллы подтвердилась в жёстких сценах фильмов «Matador 3» для студии Private Media Group и «Ass to Mouth 2».
В 2002 году карьера девушки в порноиндустрии оборвалась в результате автомобильной аварии, после которой ей потребовалось пройти длительную реабилитацию. Даниэлла осталась прикованной к инвалидному креслу из-за травмы позвоночника, которая привела к параличу ног, однако позже успешно завершила прерванное медицинское обучение и продолжила работу уже врачом. В 2016 году второй раз вышла замуж и имеет двоих детей от этого брака.

## Премии и номинации
| Год  | Церемония   | Категория                                    | Работа               | Результат |
| ---- | ----------- | -------------------------------------------- | -------------------- | --------- |
| 2000 | Hot d'Or    | Лучшая европейская новая старлетка           |                      | Номинация |
| 2001 | Hot d’Or    | Лучшая европейская актриса                   |                      | Победа    |
| 2001 | Ninfa Award | Лучшая актриса второго плана                 | Presas Del Orgasmo   | Номинация |
| 2002 | AVN Award   | Лучшая сексуальная сцена в зарубежном фильме | Face Dance Obsession | Номинация |
| 2003 | AVN Award   | Лучшая иностранная исполнительница года      |                      | Номинация |
| 2003 | AVN Award   | Лучшая групповая сцена секса, Фильм          | Women of the World   | Номинация |